# Under Pressure
Under Pressure è una canzone dei Queen che vede la collaborazione di David Bowie. La canzone fu pubblicata nel 1981. Fu la prima collaborazione della band con un altro grande artista.
Il brano uscì pochi giorni prima della raccolta Greatest Hits, la prima pubblicata dal gruppo inglese. Tuttavia non venne incluso in quest'ultima ma in seguito, fu inserito come singolo apripista dell'album Hot Space del 1982.

## Storia
I Queen avevano accennato un pezzo in studio dal titolo provvisorio di Feel Like scritto da Taylor ma non erano rimasti soddisfatti. Inizialmente, né la band né Bowie avevano in programma di rimettersi a lavorare sulla traccia, perché il cantante avrebbe dovuto solamente partecipare ai cori nella canzone Cool Cat, sempre contenuta nel disco Hot Space,  terminata la registrazione della quale, tuttavia, Bowie non fu contento del risultato e chiese che il suo contributo venisse cancellato. Successivamente lui e Freddie Mercury decisero di lavorare ad un nuovo brano, partendo proprio dall'incompiuta Feel Like, che sarebbe diventata Under Pressure. La versione finale della canzone emerse in una jam session che la band fece con Bowie nello studio di Montreux; per questo come autori del brano furono accreditati tutti e cinque i musicisti.
La linea di basso fu inizialmente attribuita da John Deacon a David Bowie ma, in un'intervista a Brian May e Roger Taylor, i due componenti dei Queen dissero che l'idea era stata anche dello stesso Deacon.
La canzone inizialmente fu chiamata People On Streets, ma poi il titolo venne cambiato in Under Pressure.
Il brano è stato incluso in tutti i greatest hits della band: in versione dal vivo come bonus track nell'edizione del 2004 di Greatest Hits, editata su Greatest Hits II e remixata su Greatest Hits III. Le versioni del brano presenti nelle raccolte sono accorciate rispetto a quella originale presente nell'album Hot Space. Le versioni live del brano sono leggermente più veloci rispetto a quella originale.

## Esecuzioni
Il brano, seppur frutto di un progetto comune, fu inizialmente suonato dal vivo solo dai Queen. Bowie scelse di non eseguire il brano in pubblico fino al Freddie Mercury Tribute Concert nel 1992, con Annie Lennox nella parte di Mercury. Tuttavia, dopo la morte di Mercury, Bowie eseguì il brano in tutti i suoi spettacoli dal vivo dell'Outside Tour del 1995 in duetto con la bassista Gail Ann Dorsey. La canzone è apparsa anche nelle registrazioni del A Reality Tour realizzate da Bowie nel 2004, in cui dedica il brano a Freddie Mercury. La canzone è stata recentemente eseguita dal vivo anche dai Queen con Paul Rodgers.

## Video musicale
Il video musicale non vide la presenza dei Queen e nemmeno di David Bowie a causa dell'impegno in tour degli artisti. Spinto dalla necessità di produrre un video al più presto per accompagnare il lancio del singolo, il regista David Mallet montò insieme varie immagini di esplosioni, treni stipati di passeggeri, disordini, auto distrutte e spezzoni di film muti degli anni venti, tra i quali La corazzata Potëmkin di Sergej Michajlovič Ėjzenštejn, Dr. Jekyll & Mr. Hyde di John S. Robertson e Nosferatu il vampiro di Friedrich Wilhelm Murnau, capolavoro dell'espressionismo tedesco. Il video celebra la mentalità sotto pressione di una società improntata ai consumi e al profitto, ma allo stesso tempo la gioia di vivere e di divertirsi: nel filmato ci sono anche scene di concerti con pubblico festante e parecchie scene di baci in bianco e nero (tra cui, ancora, scene di film muto in bianco e nero come L'aquila, di Clarence Brown).

## Formazione
Gruppo
- Freddie Mercury - voce, tastiera
- Brian May - chitarra elettrica
- Roger Taylor - batteria, cori
- John Deacon - basso

Altri musicisti
- David Bowie - voce, sintetizzatore
- David Richards - pianoforte

## Altre versioni
In Greatest Hits II, a differenza della versione contenuta in Hot Space (che è anche l'ultima traccia del disco) la canzone è stata editata e termina a 3:55. Nel finale la frase This Is Our Last Dance, che dovrebbe essere cantata 2 volte, viene cantata una volta sola ed è stata tagliata parte dello schioccare di dita dei secondi finali del brano. Brian May nel 2024 ha dichiarato che il finale del brano non gli è mai piaciuto.
In Greatest Hits III la canzone è stata remixata ed è uscita nel 1999 come singolo sotto il titolo di Under Pressure Rah Mix.
In Live Magic del 1986 è inclusa la versione del brano eseguita live il 27 luglio 1986 al Nepstadion di Budapest, Ungheria, durante il loro ultimo tour con Freddie Mercury, il Magic Tour. Tale versione venne pubblicata nella VHS del 1987 Live in Budapest. Appare, inoltre, in Live at Wembley '86, dopo l'improvvisazione vocale di Freddie Mercury alla fine di A Kind of Magic.
Il brano, in seguito, è stato inserito in numerose raccolte e album dal vivo del gruppo inglese. Nel 2018 la canzone è stata scelta come parte della colonna sonora del film Bohemian Rhapsody, incentrato sulla storia del gruppo.
Nel 1999, come B-side dell'omonimo singolo nuovamente rilanciato in versione Rah Mix, venne inclusa per la prima volta la versione live del brano suonato al Knebworth Park, il 9 agosto del 1986, l'ultimo concerto della band con Freddie Mercury.

## Uscita e accoglienza
Il singolo venne pubblicato il 26 ottobre 1981 in tutto il mondo, ma non venne inserito in nessun album fino alla pubblicazione di Hot Space dei Queen il 21 maggio 1982.
Nel giro di una settimana il disco entrò nella classifica britannica dei 45 giri direttamente in 8ª posizione, per poi raggiungere il primo posto durante le due settimane successive. Non andò altrettanto bene negli Stati Uniti dove si fermò al 29º posto della Billboard Hot 100. Nel gennaio 2016, dopo la morte di David Bowie la canzone ha guadagnato nuova popolarità ed ha nuovamente fatto ingresso nelle classifiche di molti Paesi, oltre a piazzarsi al 13º posto su iTunes l'11 gennaio.
Il 20 marzo 2018 il singolo è stato certificato doppio disco di platino dalla Recording Industry Association of America (RIAA).

### Classifiche
| Paese         | Anno | Posizione | Classifica                                    |
| ------------- | ---- | --------- | --------------------------------------------- |
| Australia     | 1982 | 6         | Kent Music Report                             |
| Australia     | 2016 | 42        | Top 100 Singles Chart                         |
| Austria       | 1982 | 10        | Ö3 Austria Top 40                             |
| Austria       | 2016 | 37        | Ö3 Austria Top 40                             |
| Belgio        | 1982 | 5         | Ultratop 50 Singles (Fiandre)                 |
| Canada        | 1982 | 3         | RPM                                           |
| Francia       | 2016 | 20        | Syndicat national de l'édition phonographique |
| Germania      | 1981 | 21        | Top 100 Single-Charts                         |
| Irlanda       | 1981 | 2         | Irish Singles Chart                           |
| Italia        | 2016 | 29        | FIMI                                          |
| Norvegia      | 1981 | 5         | VG-lista                                      |
| Nuova Zelanda | 1982 | 6         | RIANZ                                         |
| Paesi Bassi   | 1981 | 1         | Single Top 100                                |
| Regno Unito   | 1981 | 1         | Official Singles Chart                        |
| Regno Unito   | 1999 | 14        | Official Singles Chart                        |
| Regno Unito   | 2016 | 43        | Official Singles Chart                        |
| Spagna        | 2016 | 28        | Top 50                                        |
| Stati Uniti   | 1982 | 29        | Billboard Hot 100                             |
| Stati Uniti   | 2016 | 45        | Billboard Hot 100                             |
| Svezia        | 1981 | 10        | Sverigetopplistan                             |
| Svizzera      | 1982 | 10        | Top 75 Singles                                |

## Cover
- Royal Philharmonic Orchestra - The Queen Collection (1982)
- La canzone è stata eseguita da Queen, David Bowie e Annie Lennox al Freddie Mercury Tribute Concert
- Il rapper Vanilla Ice usufruì del brano per la sua Ice Ice Baby
- La canzone è stata ricantata da Small Brown Bike e The Casket Lottery su un EP
- London Symphony Orchestra - Plays the Music of Queen (1994)
- Culture Beat - Queen Dance Traxx I (1996)
- Kween - Rhapsody from Heaven (1996)
- Pink per il film Happy Feet 2
- Fobia - Presionando - Tributo a Queen, Los Grandes del Rock en Español (1997)
- The Flaming Lips - registrato in live
- The Blood Brothers - registrato in live
- Joss Stone - Killer Queen: A Tribute to Queen (2005)
- Bobby Flynn - Australian Idol 4 (2006)
- Keane - Under Pressure nel singolo The Night Sky (2007)
- Xiu Xiu feat. Michael Gira - Woman as Lovers (2008)
- Ben Harper & Eddie Vedder (Pearl Jam) - registrato in live
- Foo Fighters - eseguita live con Taylor Hawkins alla voce e Dave Grohl alla batteria
- Nella sesta puntata del reality show The Glee Project i concorrenti registrano un mash-up di questa canzone e Ice Ice Baby

### Cover dei My Chemical Romance e dei The Used
Nel 2005 i gruppi musicali statunitensi My Chemical Romance e The Used hanno realizzato una cover del brano, pubblicandola come singolo in collaborazione con il programma di donazioni per lo tsunami in Giappone della società benefica Music for Relief. Il brano è stato in seguito pubblicato come traccia bonus dell'edizione deluxe del secondo album dei The Used, In Love and Death.